# Diplodactylidae
Diplodactylidae är en familj ödlor i infraordningen Gekkota. Arterna förekommer i Australien, Nya Zeeland och Nya Kaledonien. Liksom arterna i familjen geckoödlor (Gekkonidae) saknar de ögonlock. I familjen finns marklevande och trädlevande arter. De som lever på marken saknar vidhäftande fjäll på fotens undersida.
De flesta arterna är utan svans 6 till 11 cm långa. Vissa arter som Hoplodactylus delcourti blir avsevärd större med en kroppslängd av 37 cm, utan svans. Familjens medlemmar äter vanligen insekter. Ett undantag är släktet Naultinus och några enstaka andra arter som även äter blommor och nektar. Släktena Naultinus och Hoplodactylus som förekommer på Nya Zeeland samt arten Rhacodactylus trachyrhynchus fortplantar sig ovovivipar, alla andra lägger åt gången upp till två ägg med mjukt skal.

## Systematik
Djurgruppen räknades tidigare som underfamilj i familjen Gekkonidae. Nyare undersökningar visade att de är närmare släkt med familjen fenfotingar (Pygopodidae) och därför klassificeras de idag som självständig familj. Beroende på auktor utgörs familjen av 11 till 14 släkten. Fem släkten som tidigare inkluderades i djurgruppen listas idag som egen familj, Carphodactylidae.

### Släkten
- Amalosia 	Wells & Wellington, 1984
- Bavayia Roux, 1913
- Crenadactylus Storr, 1978
- Diplodactylus Gray, 1832
- Eurydactylodes Wermuth, 1965
- Hoplodactylus Fitzinger, 1843
- Naultinus Gray, 1842
- Oedura Gray, 1842
- Pseudothecadactylus Brongersma, 1936
- Rhacodactylus Fitzinger, 1843
- Rhynchoedura Günther , 1867
- Strophurus Fitzinger, 1843